# Jeanie Collier
Jeanie Collier, född 1791, död 1861, var en nyzeeländsk nybyggare. Hon blev 1854 den första kvinnan i Nya Zeelands historia som tilldelades egen nybyggarjord, något som normalt endast tilldelades män. Hon emigrerade från Skottland till Nya Zeeland i sällskap med tre minderåriga brorsöner och en utvecklingsstörd bror. 